# Salvador Soteras
Salvador Soteras i Taberner (Barcelona, 1864 - 25 de marzo de 1925) fue un arquitecto modernista titulado en 1899. De sus obras modernistas sobresalen la casa Miquel Ibarz, erróneamente conocida como casa Clapés, en c/ Diputación, 248 de Barcelona (1901-1904), y Tarrasa la casa Soteras, c/ Sant Jaume, 26, (1909).

## Biografía
Como arquitecto de la Compañía MZA, realizó el apeadero del paseo de Gracia, de Barcelona ya desaparecido (1902). También era obra suya el Círculo Ecuestre del Pso. de Gracia 38, realizada en colaboración con Alfred Keller, arquitecto de la casa real austriaca en el 1926. Estuvo casado con Agustina Mauri y Poal y fue padre del también arquitecto Josep Soteras Mauri.